# Kim Peek

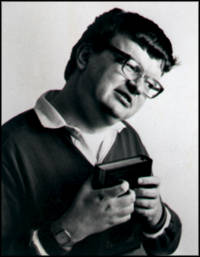
Kim Peek

Kim Peek (Salt Lake City, 11 de novembro de 1951 — Murray, 19 de dezembro de 2009) foi um estadunidense portador da síndrome de Savant, possuidor de uma excepcional memória fotográfica. Ele foi a inspiração para o personagem Raymond Babbit, interpretado por Dustin Hoffman, no filme Rain Man.

## Biografia
Kim Peek tinha síndrome de Savant, uma condição clínica em que os portadores desenvolvem tanto habilidades extraordinárias quanto graves limitações. Por certo tempo se acreditou que Kim tivesse autismo, o que, entretanto, não é verdade. Kim sofria da Síndrome FG ou de Opitz-Kaveggia.
O americano de 55 anos dominava pelo menos 15 campos de política, boxe e as estradas dos Estados Unidos. A sua facilidade decorativa era proporcional aos obstáculos da vida cotidiana. Sem muita coordenação motora, precisava de ajuda para se vestir, se barbear, etc.. Também se irritava quando não tinha nada que fazer para abranger seu conhecimento.
Peek retinha 100% de toda a informação que lia ou ouvia quando, em média, uma pessoa memoriza apenas 45 por cento. Com dois anos, já conseguia ler e memorizar livros. Ao longo da vida, memorizou 12 mil livros, entre os quais a Bíblia, o Alcorão e toda a obra de William Shakespeare - esta, com apenas 16 anos. Além do mais, era capaz de ler duas páginas de um livro ao mesmo tempo, uma com cada olho e depois mantinha um registro detalhado de tudo que lera. Peek estava sofrendo de infecção das vias respiratórias, segundo informou seu pai, Fran Peek, ao jornal. "Ele era especial", comentou o neuropsiquiatra Daniel Christensen, da Universidade de Utah. "Sua memória e sabedoria eram simplesmente incríveis".

## Rain Man
Depois de nascer, os médicos haviam diagnosticado que Peek sofreria de um retardamento mental e aconselharam a seus pais que o confiassem a uma instituição especializada. Segundo pessoas próximas, Peek mantinha uma vida reclusa, devorando obras inteiras. Mas tudo mudou quando, em 1984, conheceu Barry Morrow. O roteirista, fascinado por sua história, resolveu adaptar sua vida para o cinema. O drama Rain Man, baseado na biografia de Peek, foi lançado em 1988. Após o grande sucesso do filme – o ator Dustin Hoffman ganhou o Oscar e o Globo de Ouro de melhor ator – Kim Peek passou a dar palestras e foi considerado um gênio em diversos temas, como história, literatura e matemática.

### Morte
Kim Peek faleceu aos 58 anos, na cidade de Murray, em 19 de dezembro de 2009, vítima de ataque cardíaco.